# Пшеточниця
Пшеточниця (пол. Przetocznica, нім. Hammer) — село в Польщі, у гміні Скомпе Свебодзінського повіту Любуського воєводства.
Населення — 29 осіб (2011).
У 1975-1998 роках село належало до Зеленогурського воєводства.

## Демографія
Демографічна структура станом на 31 березня 2011 року:
|          | Загалом | Допрацездатний вік | Працездатний вік | Постпрацездатний вік |
| -------- | ------- | ------------------ | ---------------- | -------------------- |
| Чоловіки | 17      | 1                  | 14               | 2                    |
| Жінки    | 12      | 0                  | 8                | 4                    |
| Разом    | 29      | 1                  | 22               | 6                    |